# 裵賢鎮
裵 賢鎮（ぺ・ヒョンジン、朝鮮語: 배현진、1983年11月6日 - ）は、大韓民国の政治家。国民の力所属。政治家となる以前は韓国文化放送（MBC）所属の看板アナウンサーだった。

## 略歴
忠清南道礼山郡挿橋邑出身。2002年、安山東山高等学校を卒業する。
2006年に淑明女子大学校国語国文学科、情報放送学科（複数専攻）学士を修得。北韓大学院大学校北韓学科修士修了。
MBCのアナウンサーとなり、2010年より同局の看板ニュース番組である『MBCニュースデスク』のキャスターを務め、人気となった。2012年に経営陣の退陣を求める労組によるストライキを途中で労組を脱退しキャスターに復帰したことで労組との対立を深め、2017年末に経営陣が更迭されると同時に降板となった。その後は記者として働いた。
2018年3月にMBCに辞表を提出し、自由韓国党に入党。同年6月の国会議員補欠選挙にソウル市松坡区乙選挙区から出馬するも落選。党非常対策委員会報道官等を歴任し、2020年4月の第21代総選挙に自由韓国党の後継政党である未来統合党候補として同選挙区から出馬。与党候補を破り、初当選を果たした。
2021年6月11日、1期議員であるにもかかわらず、国民の力最高委員に当選した。
2022年4月5日、京畿道知事選挙に出馬する同じMBCアンカー出身の国会議員の金恩慧の後継として、尹錫悦大統領当選者のスポークスパーソンに任命された。
2022年6月、党革新委員会の設置の可否などをめぐって党首の李俊錫と対立したため、同月23日に公的の場で裵からの握手を李が拒否する事態が発生。
2022年7月29日、「非常対策委員会」体制への転換を求めて、党内指導部の混乱に責任があるなどとして、最高委員を辞任した。
2023年3月13日、国民の力組織副総長に任命された。
2024年1月25日午後5時過ぎ、ソウル市江南区で怪漢に襲撃され、近くの順天郷大学校病院に搬送された。犯人は現行犯として逮捕され、江南警察署に移送された。議員室によると生命に別状がなかった。犯人は10代の少年だった。

## 政策
国会では文化体育観光委員会に所属している。2023年4月27日、裵が代表発議した「国家遺産基本法」は国会で通過した。元々日本の文化財保護法から引用した文化財の用語と文化遺産保護制度をユネスコの世界遺産・世界無形遺産体系に合わせて、文化遺産、自然遺産、無形遺産に分類し直したものである。同法は2024年5月17日から施行した。
また、2020年には端島での「歴史歪曲行為」についてユネスコに公式書簡を送り、2021年にはロサンゼルスにある安昌浩が主導した「興士団」の本部が中国系の開発会社によって撤去されそうになった時に、国会で撤去防止決議案を代表発議した。その後も尹錫悦政権に興士団本部を保存するための緊急予算を要請し、2023年3月にはその建物を韓国国家に帰属させた。国立中央博物館に対しても、2020年の「伽倻史特別展示」で日本の植民地史観を代弁し、2021年の展示で東北工程を宣伝したという歴史歪曲の展示をしたと指摘したため、国立中央博物館の2023年の予算が25億ウォンほど削減された。
2023年11月と12月には朝鮮王朝実録・朝鮮王室儀軌の国内返還および文化財保護制度の確立などへの貢献により文化財庁から感謝状を授与された。

## エピソード
2010年10月19日、MBCのラジオ番組『孫石熙の視線集中』10周年記念特集に出演中、「島根県」を「シネマ県」と言い間違え、孫からの指摘を受けた。
同僚アナウンサーの呉尚津は2011年4月3日の『私たちの日晩』に出演した時、「化粧前後が一番違うアナウンサーは誰だ」という質問に対し、裵賢鎮と答えた上、「メガネを外したユ・ジェソク」と発言した。これに対し、裵は激怒し呉に謝罪を求めた。
本人によると、MBCの労組を脱退した後は職場いじめ・ハラスメントを受けるようになった。
アナウンサー降板の直前に2018年平昌オリンピックの聖火ランナーのオファーを受けたが、本人は固辞した。
タレントの藤田小百合と仲がいい。ただし、藤田は2017年にMBCの芸能番組『ラジオスター』に出演した際、「裵賢鎮が私に会うやいなや、サユリと呼んで慌てた」とタメ口のハプニングを暴露したため、裵は一部のネットユーザーからの批判を受けた。その後は藤田が謝って仲直りした。
第21代総選挙の前に左足首を怪我して全治2週間の判定を受けたため、足首にギプスを巻いた状態で選挙運動を行った。
2021年9月、尹錫悦の側近で同党議員の張済元の息子の飲酒運転行為について、最高委員として張に自粛・自重を求めたが、張からの抗議の電話を受けた。
本来は「親洪（準杓）系」であり、2022年6月には大統領職引受委員会に参加した経験により「親尹系」のグループに参加し、その後は「親尹系」にも分類される。
2024年4月、裵の祖母の葬儀場に現れ、婚約者だと主張する50代のストーカー男性が逮捕された。
2024年6月9日、ソウル蚕室野球場で起亜対斗山戦の始球式を担当し、起亜ファンからのブーイングを浴びた。裵が始球を担当するのは2010年8月24日のLG対斗山戦以来、13年ぶりである。